# Station Ikast
Station Ikast is een station in Ikast in de Deense gemeente Ikast-Brande. Het station ligt aan de lijn tussen Skjern en Skanderborg. Volgens de dienstregeling 2015 rijdt op werkdagen ieder half uur een trein richting Skanderborg - Aarhus en in de richting Herning, een keer per uur rijdt deze laatste door naar Skjern. 